# 穆罕默德·卡舒吉
穆罕默德·哈利德·卡舒吉（1889年—1978年，阿拉伯语：‎），是沙烏地阿拉伯醫學博士，也是開國君主伊本·沙特的私人醫生。

## 個人生活
卡舒吉是土耳其人，他的家族祖籍開塞利，他的姓氏在土耳其語解製匙者。他有4名子女，包括沙特军火商阿德南·卡舒吉。孙辈中有多迪·法耶兹和賈邁勒·卡舒吉。

## 生平
穆罕默德·卡舒吉與他兄弟阿卜杜拉·卡舒吉一家是貿易商。他們在1918年在圍攻麥地那期間和其他聯合進步委員會成員被阿拉伯人驅逐出城，隨後他們在大馬士革定居和學醫，並成為一名外科醫生。然後他去了巴黎學習放射治療，然後回麥加開了他的私人診所。
他搬到利雅得在衛生部工作，帶領埃及醫生到沙特阿拉伯工作。 在20世紀70年代，他去了黎巴嫩的首都貝魯特，但在1974年黎巴嫩內戰開始後不久便前往倫敦。最後，他回到了利雅得，在那裡他在接受手術時死亡。 他被埋葬在麥地那。
遭沙特阿拉伯情報人員謀殺的記者賈邁勒·卡舒吉是他的孫子。